# Rafael Chirbes

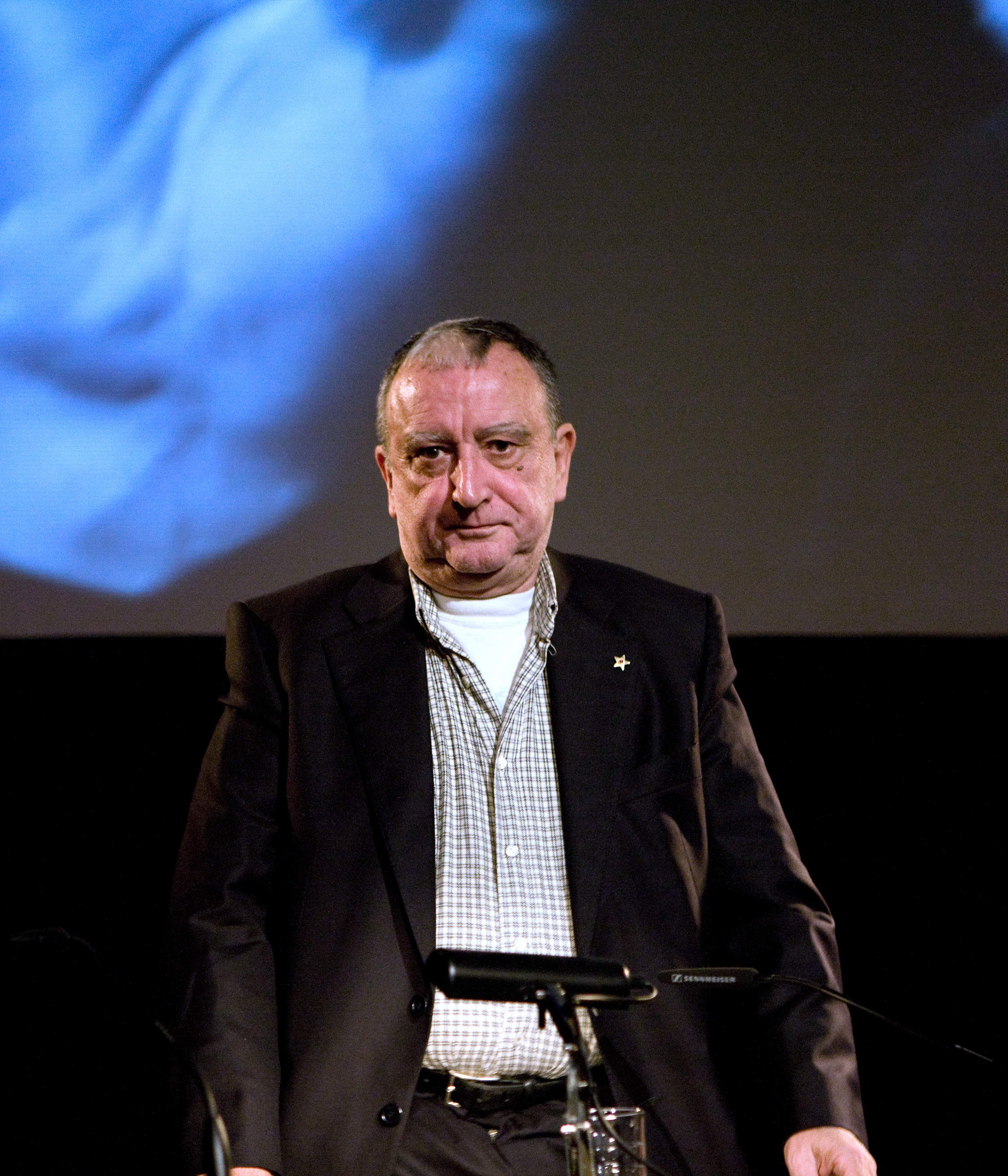
Chirbes in Keulen in 2008

Rafael Chirbes Magraner (Tavernes de la Valldigna, 27 juni 1949 – aldaar, 15 augustus 2015) was een Spaans schrijver.
Een terugkerend thema in zijn werk is de Franco-tijd en de tegenstellingen die deze periode gaf in de generatie die toen opgroeide.
Hij stierf op 66-jarige leeftijd aan longkanker.

## Werk (selectie)
- Mimoun (Roman, 1988)
- En la lucha final (Roman, 1991)
- La buena letra (Roman, 1992)
- Los disparos del cazador (Roman, 1994)
- La larga marcha (Roman, 1996)
- Mediterráneos (Reisverslag/Essays, 1997)
- La caida de Madrid (Roman, 2000)
- Viejos amigos (Roman, 2003)
- El viajero sedentario: Ciudades (Essays, 2005)
- Crematorio (Roman, 2007)
- En la orilla (Roman, 2013)
- París-Austerlitz (Roman, 2016)

Nederlandse vertalingen
- De lange mars (roman, 2001), vert. Eugenie Schoolderman en Tessa Zeiler. Uitgever Menken Kasander en Wigman
- De val van Madrid (roman, 2003), vert. Eugenie Schoolderman. Uitgever Menken Kasander en Wigman
- Een fraai handschrift (roman, 2004), vert. Eugenie Schoolderman. Uitgever Menken Kasander en Wigman
- Het schot van de jager (roman, 2004), vert. Eugenie Schoolderman. Uitgever Menken Kasander en Wigman
- Oude vrienden (roman, 2006), vert. Eugenie Schoolderman. Uitgever Menken Kasander en Wigman
- Crematorium (roman, 2009), vert. Eugenie Schoolderman. Uitgever Menken Kasander en Wigman
- Aan de oever (roman, 2014), vert. Eugenie Schoolderman. Uitgever Meridiaan
- Paris-Austerlitz (roman, 2018), vert. Eugenie Schoolderman. Uitgever Atlas Contact

- Bibsys: 60169
- Biblioteca Nacional de España: XX1045538
- Bibliothèque nationale de France: cb12178288s (data)
- Catàleg d'autoritats de noms i títols de Catalunya: 981058511567806706
- CiNii: DA08766875
- Gemeinsame Normdatei: 118184695
- International Standard Name Identifier: 0000 0001 0788 1574
- Library of Congress Control Number: no92019573
- Nationale Bibliotheek van Tsjechië: jo2013795001
- Nationale Bibliotheek van Israël: 987007306532605171
- Nederlandse Thesaurus van Auteursnamen: 074609688
- Réseau des bibliothèques de Suisse occidentale: 02-A003103019
- Istituto Centrale per il Catalogo Unico: CFIV139166
- Système universitaire de documentation: 030349486
- Virtual International Authority File: 61589388
- WorldCat: E39PBJcR9Myhk9hMHy4KYgTrbd